# 浮田継高
浮田 継高（うきた つぐたか、貞享4年（1687年） - 宝暦4年7月3日（1754年8月20日））は、江戸時代後期の人物。八丈島に配流となった宇喜多一族。父は浮田秀真。子に継了、兄に秀徳、継栄、弟に継真。

## 生涯
貞享4年（1687年）、浮田半平家の当主浮田秀真の3男として生まれる。
分家して浮田半六家を興した兄・継栄の死後、4代村田助六（宇喜多秀家に付き従い八丈島に渡った加賀藩の藩医村田助六の曽孫）が浮田継全（つぐかね）と称して浮田半六家の家督を一時相続し、その後、継高が家督と譲り受け3代浮田半六となる。
正室は、宗福寺10代住職応誉霊感和尚の三女ハン。
宝暦4年（1754年）に死去（戒名は、高顕院探道信士）。